# Nicanor Plaza

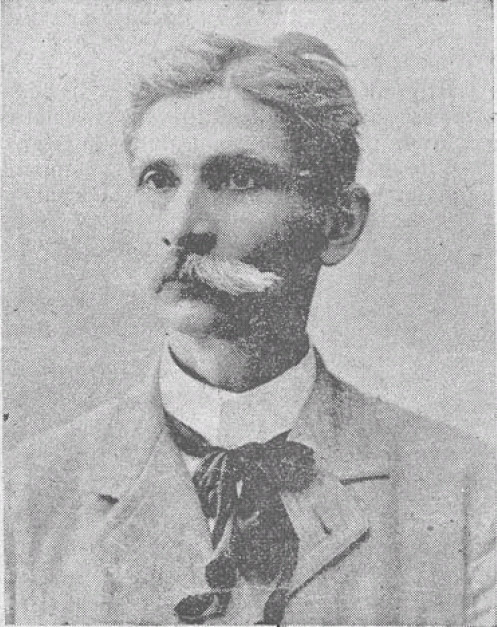
Nicanor Plaza

Nicanor Plaza (* 1844 in Santiago de Chile; † 7. Dezember 1918 in Florenz) war ein chilenischer Bildhauer und gilt neben José Miguel Blanco als Begründer einer eigenständigen chilenischen Bildhauerei.

## Leben und Wirken
Plaza besuchte 1858 den ersten Kurs für Bildhauer an der von Auguste François geleiteten Academia de Bellas Artes. Auf Grund einer Empfehlung von Benjamín Vicuña Mackenna erhielt er 1863 von der chilenischen Regierung ein Stipendium für ein Studium in Frankreich und setzte seine Ausbildung an der École Nationale des Beaux-Arts bei François Jouffroy fort. Eines seiner ersten bekannteren Werke war Caupolicán, die Statue eines Mohikaners, die er für einen Wettbewerb in den USA schuf und, nachdem sie dort nicht berücksichtigt wurde, 1867 in Chile ausstellte, wo sie einen Preis gewann.
1867 machte sich Plaze als Bildhauer mit einer eigenen Werkstatt selbstständig. In dieser Zeit wurde er von den Werken des nordamerikanischen Bildhauers Hiram Powers beeinflusst. 1872 wurde er als Nachfolger von Augusto François Direktor der Academia de Bellas Artes. Er hatte diese Stellung bis 1899 inne und unterrichtete in dieser Zeit Schüler wie Virginio Arias, Ernesto Concha und Simón González. Er schuf in dieser Zeit mehr als 90 Werke, darunter drei öffentliche Monumente, drei Skulpturengruppen, fünfundzwanzig Statuen sowie Büsten und Medaillons. Sein letztes großes Werk, La Quimera, entstand 1897 und wurde bei einem von Alberto Edwards organisierten Wettbewerb ausgezeichnet.
1900 ging er wieder nach Paris und ließ sich schließlich in Italien nieder. Der Ausbruch des Ersten Weltkrieges zwang ihn 1914 zur Rückkehr nach Chile. Im Alter erkrankte er an Arthritis und verlor beide Hände und einen Arm. Er starb 1918 in einem Hospital in Florenz.

## Werke
- Caupolicán, 1863
- Busto de Tomasa Moro, 1863
- Monumento a los Escritores de la Independencia, 1873
- Monumento a los Historiadores de la Independencia, 1873
- Escudo de la Universidad de Chile, 1874
- El Jugador de Chueca, 1880
- Monumento a Andrés Bello, 1881
- Busto de José Miguel Infante, 1885
- La Quimera, 1897
- Arturo Edwards Mac-Clure
- Prologo y Epílogo
- Madre Araucana
- Sugestión
- La Bacante
- Retrato de Don Bernardo O'Higgins Riquelme
- Retrato de Fray Camilo Henríquez González
- Alegoría a la Aurora de Chile
- Medallón de Lord Cochrane
- Busto de Arturo Prat
- Alegoría de América
- Monumento a Diego Portales, 1919